# Waverly (Alabama)
Waverly è un comune degli Stati Uniti d'America situato nelle contee di Chambers, Lee dello Stato dell'Alabama.